# Aulacus prisculus
Aulacus prisculus är en stekelart som först beskrevs av Charles Thomas Brues 1933.  Aulacus prisculus ingår i släktet Aulacus och familjen vedlarvsteklar. Inga underarter finns listade.